# شابونکن
شابونکن (به انگلیسی: shubunkin) (به ژاپنی: 朱文金) که در لغت (ژاپنی) به معنی زربفت سرخ است، نوعی ماهی قرمز ژاپنی است. این نژاد نخستین بار در ژاپن از طریق آمیزش ماهی چشم تلسکوپی با ماهی قرمز معمولی به دست آمد و بعدها پرورش آن گسترش یافت. شابونکن‌ها دارای پولک‌های صدفی و لکه‌هایی به رنگ‌های قرمز، سفید، آبی، خاکستری و سیاه هستند که با ارزش‌ترین آنها رنگ آبی است. شابونکن لندنی، شابونکن آمریکایی و شابونکن بریستولی سه واریته مختلف از این نژاد هستند.
تلفظ اصلی نام این ماهی شوبونکین است ولی در ایران با نام شابونکن یا شابونکین شناخته شده است.